# Crash! Boom! Bang! (sång)
Crash! Boom! Bang!, skriven av Per Gessle, var titelspåret från den svenska popduon Roxettes album "Crash! Boom! Bang!" från 1994. Den lät inte som många först förväntat sig efter att bara ha läst namnet, utan var en ballad om "hjärtesorg" och kärlek.

## Listplaceringar
| Lista (1994)  | Position |
| ------------- | -------- |
| Nederländerna | 23       |
| Nya Zeeland   | 50       |
| Sverige       | 17       |
| Österrike     | 19       |

### Fotnoter
1. ↑  ”Roxette”. Arkiverad från originalet den 16 oktober 2011. https://web.archive.org/web/20111016201530/http://roxette.se/discography.php?show=release&id=11. Läst 22 maj 2011.
2. ↑  ”Listplacering”. http://dutchcharts.nl/showitem.asp?interpret=Roxette&titel=Crash%21+Boom%21+Bang%21&cat=s. Läst 22 maj 2011.
3. ↑  ”Listplacering”. Arkiverad från originalet den 20 december 2013. https://web.archive.org/web/20131220043703/http://charts.org.nz/showitem.asp?interpret=Roxette&titel=Crash%21+Boom%21+Bang%21&cat=s. Läst 22 maj 2011.
4. ↑  ”Listplacering”. http://swedishcharts.com/showitem.asp?interpret=Roxette&titel=Crash%21+Boom%21+Bang%21&cat=s. Läst 22 maj 2011.
5. ↑  ”Listplacering”. http://austriancharts.at/showitem.asp?interpret=Roxette&titel=Crash%21+Boom%21+Bang%21&cat=s. Läst 22 maj 2011.